# Толстихинский сельсовет
Толстихинский сельсовет — сельское поселение в Уярском районе Красноярского края.
Административный центр — село Толстихино.
В 1989 году из Толстихинского сельсовета был выделен Восточный сельсовет.

## История
Статус и границы сельского поселения установлены Законом Красноярского края от 18 февраля 2005 года № 13-3040 «Об установлении границ и наделении соответствующим статусом муниципального образования Уярский район и находящихся в его границах иных муниципальных образований»

## Население
| 2010 | 2012 | 2013 | 2014 | 2015 | 2016 | 2017 |
| ---- | ---- | ---- | ---- | ---- | ---- | ---- |
| 867  | ↘858 | ↘845 | ↘843 | ↘837 | ↗851 | ↘844 |

## Состав сельского поселения
В состав сельского поселения входят 4 населённых пункта:
| № | Населённый пункт | Тип населённого пункта       | Население |
| - | ---------------- | ---------------------------- | --------- |
| 1 | Кузьминка        | деревня                      | 55        |
| 2 | Николаевка       | деревня                      | 164       |
| 3 | Новониколаевка   | деревня                      | 77        |
| 4 | Толстихино       | село, административный центр | 571       |

## Местное самоуправление
Толстихинский сельский Совет депутатов
Дата избрания: 14.03.2010. Срок полномочий: 5 лет. Количество депутатов:  10
Глава муниципального образования
- Берзин Валерий Эдуардович. Дата избрания: 14.03.2010. Срок полномочий: 5 лет